# Eparchia di Sambir-Drohobyč
L'eparchia di Sambir-Drohobyč (in latino Eparchia Samboriensis-Drohobychiensis) è una sede della Chiesa greco-cattolica ucraina suffraganea dell'arcieparchia di Leopoli. Nel 2022 contava 349.321 battezzati su 551.584 abitanti. È retta dall'eparca Jaroslav Pryriz, C.SS.R.

## Territorio
L'eparchia si estende nella parte sud-occidentale dell'oblast' di Leopoli e comprende per intero i distretti di Drohobyč e Sambir e le parti dei distretti di Javoriv e di Stryj, corrispondenti rispettivamente agli ex distretti di Mostys'ka e di Skole.
Sede eparchiale è la città di Drohobyč, dove si trova la cattedrale della Santissima Trinità.
Il territorio si estende su 6.900 km² ed è suddiviso in 237 parrocchie, raggruppate in 20 decanati.

## Storia
L'eparchia è stata eretta il 20 aprile 1993, ricavandone il territorio dall'arcieparchia di Leopoli, di cui originariamente era suffraganea.
Il 29 agosto 2005 entrò a far parte della provincia ecclesiastica dell'arcieparchia di Kiev, ma il 21 novembre 2011 è tornata a essere suffraganea dell'arcieparchia di Leopoli.

## Cronotassi dei vescovi
Si omettono i periodi di sede vacante non superiori ai 2 anni o non storicamente accertati.
- Julijan Voronovs'kyj, M.S.U. † (30 marzo 1994 - 27 ottobre 2011 ritirato)
- Jaroslav Pryriz, C.SS.R., succeduto il 27 ottobre 2011

## Statistiche
L'eparchia nel 2022 su una popolazione di 551.584 persone contava 349.321 battezzati, corrispondenti al 63,3% del totale.
| anno | popolazione | popolazione | popolazione | presbiteri | presbiteri | presbiteri | presbiteri                | diaconi | religiosi | religiosi | parrocchie |
| anno | battezzati  | totale      | %           | numero     | secolari   | regolari   | battezzati per presbitero | diaconi | uomini    | donne     | parrocchie |
| ---- | ----------- | ----------- | ----------- | ---------- | ---------- | ---------- | ------------------------- | ------- | --------- | --------- | ---------- |
| 1999 | 408.489     | 618.056     | 66,1        | 212        | 206        | 6          | 1.926                     |         | 14        | 29        | 500        |
| 2000 | 407.818     | 616.856     | 66,1        | 219        | 213        | 6          | 1.862                     |         | 6         | 29        | 500        |
| 2001 | 406.708     | 615.843     | 66,0        | 224        | 217        | 7          | 1.815                     |         | 7         | 29        | 500        |
| 2002 | 405.775     | 614.643     | 66,0        | 228        | 222        | 6          | 1.779                     |         | 6         | 29        | 500        |
| 2003 | 404.363     | 611.122     | 66,2        | 238        | 231        | 7          | 1.699                     |         | 7         | 29        | 500        |
| 2004 | 403.248     | 609.359     | 66,2        | 245        | 239        | 6          | 1.645                     |         | 6         | 29        | 500        |
| 2009 | 398.885     | 601.873     | 66,3        | 286        | 276        | 10         | 1.394                     | 2       | 10        | 29        | 518        |
| 2010 | 398.485     | 598.900     | 66,5        | 286        | 274        | 12         | 1.393                     | 2       | 12        | 29        | 518        |
| 2014 | 396.721     | 598.180     | 66,3        | 292        | 280        | 12         | 1.358                     | 1       | 12        | 29        | 517        |
| 2017 | 357.989     | 573.522     | 62,4        | 301        | 287        | 14         | 1.189                     | 2       | 14        |           | 229        |
| 2020 | 353.531     | 558.437     | 63,3        | 314        | 299        | 15         | 1.125                     | 2       | 15        |           | 233        |
| 2022 | 349.321     | 551.584     | 63,3        | 323        | 308        | 15         | 1.081                     | 3       | 15        |           | 237        |